# Rullac-Saint-Cirq
Pour les articles homonymes, voir Saint-Cirq.
Rullac-Saint-Cirq est une commune française située dans le département de l'Aveyron, en région Occitanie. Rullac-Saint-Cirq est un village rural dont l'activité économique principale est l'agriculture.
Situé dans le Ségala, Rullac-Saint-Cirq est un village remarquable par son environnement préservé et ses traces historiques allant de la Préhistoire à la Seconde Guerre mondiale.

## Géographie

### Localisation
La commune est située au cœur du ségala réquistanais, ce village aux multiples hameaux appartient au canton des Monts du Réquistanais et à l'arrondissement de Millau.

### Communes limitrophes
Les communes limitrophes sont  Cassagnes-Bégonhès, Centrès, La Selve, Lédergues, Meljac et Saint-Just-sur-Viaur.

### Hydrographie

#### Réseau hydrographique

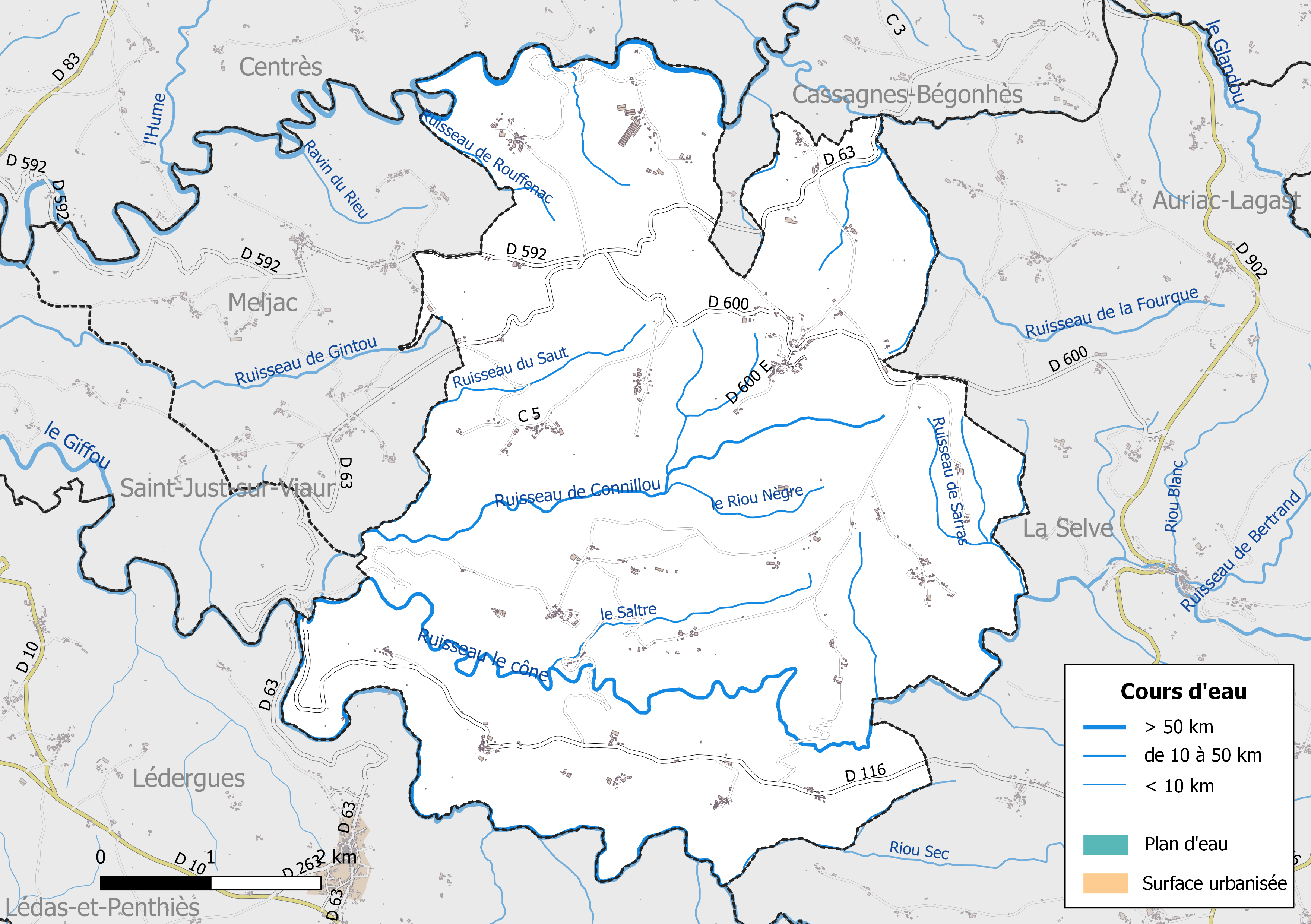
Réseaux hydrographique et routier de Rullac-Saint-Cirq.

La commune est drainée par le Céor, le Giffou, le Cône, le ruisseau de Connillou, le ruisseau de la Fourque, le Saltre, le riou Nègre, le riou Sec, le ruisseau de la Montarie, le ruisseau de Rouffenac, le ruisseau de Sarras, le ruisseau du Saut et par divers petits cours d'eau.
Le Céor, d'une longueur totale de 55,8 km, prend sa source dans la commune de Salles-Curan et se jette  dans le Viaur à Saint-Just-sur-Viaur, après avoir arrosé 8 communes.
Le Giffou, d'une longueur totale de 46,2 km, prend sa source dans la commune de Villefranche-de-Panat et se jette  dans le Céor à Saint-Just-sur-Viaur, après avoir arrosé 9 communes.
Le Cône, d'une longueur totale de 22 km, prend sa source dans la commune d'Auriac-Lagast et se jette  dans le Giffou à Rullac-Saint-Cirq, après avoir arrosé 5 communes.

#### Gestion des cours d'eau
Afin d’atteindre le bon état des eaux imposé par la Directive-cadre sur l'eau du 23 octobre 2000, plusieurs outils de gestion intégrée s’articulent à différentes échelles pour définir et mettre en œuvre un programme d’actions de réhabilitation et de gestion des milieux aquatiques : le SDAGE (Schéma directeur d'aménagement et de gestion des eaux), à l’échelle du bassin hydrographique, et le SAGE (Schéma d'aménagement et de gestion des eaux), à l’échelle locale. Ce dernier fixe les objectifs généraux d’utilisation, de mise en valeur et de protection quantitative et qualitative des ressources en eau superficielle et souterraine. Trois SAGE sont mis en œuvre dans le département de l'Aveyron.
La commune fait partie du SAGE du bassin versant du Viaur, approuvé le 28 mars 2018, au sein du SDAGE Adour-Garonne. Le périmètre de ce SAGE couvre 89 communes, sur trois départements (Aveyron, Tarn et Tarn-et-Garonne),. Le pilotage et l’animation du SAGE sont assurés par l’établissement public d'aménagement et de gestion des eaux (EPAGE) du bassin du Viaur, une structure qui regroupe les établissements publics de coopération intercommunale à fiscalité propre (EPCI-FP) dont le territoire est inclus (en totalité ou partiellement) dans le bassin hydrographique du Viaur et les structures gestionnaires de l’alimentation en eau potable des populations et qui disposent d’une ressource sur le bassin versant du Viaur. Il correspond à l’ancien syndicat mixte du Bassin versant du Viaur,.

### Climat
Pour des articles plus généraux, voir Climat de l'Occitanie et Climat de l'Aveyron.
En 2010, le climat de la commune est de type climat océanique altéré, selon une étude s'appuyant sur une série de données couvrant la période 1971-2000. En 2020, Météo-France publie une typologie des climats de la France métropolitaine dans laquelle la commune est dans une zone de transition entre le climat océanique altéré et le climat de montagne et est dans la région climatique Sud-est du Massif Central, caractérisée par une pluviométrie annuelle de 1 000 à 1 500 mm, minimale en été, maximale en automne.
Pour la période 1971-2000, la température annuelle moyenne est de 10,6 °C, avec une amplitude thermique annuelle de 15,3 °C. Le cumul annuel moyen de précipitations est de 1 083 mm, avec 11,3 jours de précipitations en janvier et 6,5 jours en juillet. Pour la période 1991-2020, la température moyenne annuelle observée sur la station météorologique la plus proche, située sur la commune de Durenque à 10 km à vol d'oiseau, est de 10,6 °C et le cumul annuel moyen de précipitations est de 1 092,0 mm,. Pour l'avenir, les paramètres climatiques de la commune estimés pour 2050 selon différents scénarios d'émission de gaz à effet de serre sont consultables sur un site dédié publié par Météo-France en novembre 2022.

### Milieux naturels et biodiversité

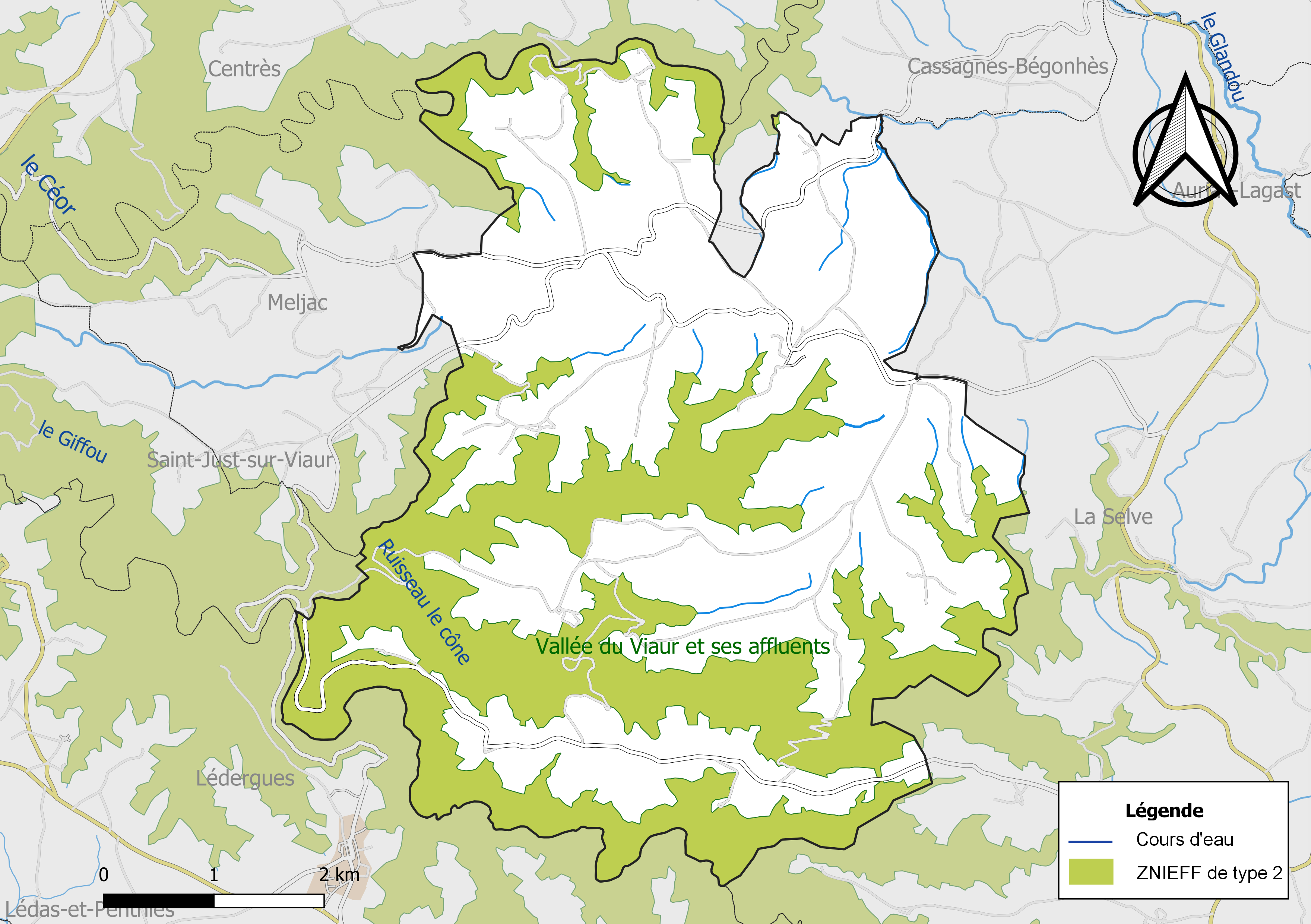
Localisation de la ZNIEFF de type 2 sur la commune.

L’inventaire des zones naturelles d'intérêt écologique, faunistique et floristique (ZNIEFF) a pour objectif de réaliser une couverture des zones les plus intéressantes sur le plan écologique, essentiellement dans la perspective d’améliorer la connaissance du patrimoine naturel national et de fournir aux différents décideurs un outil d’aide à la prise en compte de l’environnement dans l’aménagement du territoire.
Le territoire communal de Rullac-Saint-Cirq comprend une ZNIEFF de type 2,, 
la « Vallée du Viaur et ses affluents » (27 587 ha), qui s'étend sur 56 communes dont 45 dans l'Aveyron, 10 dans le Tarn et 1 dans le Tarn-et-Garonne.

## Urbanisme

### Typologie
Au 1er janvier 2024, Rullac-Saint-Cirq est catégorisée commune rurale à habitat très dispersé, selon la nouvelle grille communale de densité à 7 niveaux définie par l'Insee en 2022.
Elle est située hors unité urbaine et hors attraction des villes,.

### Occupation des sols

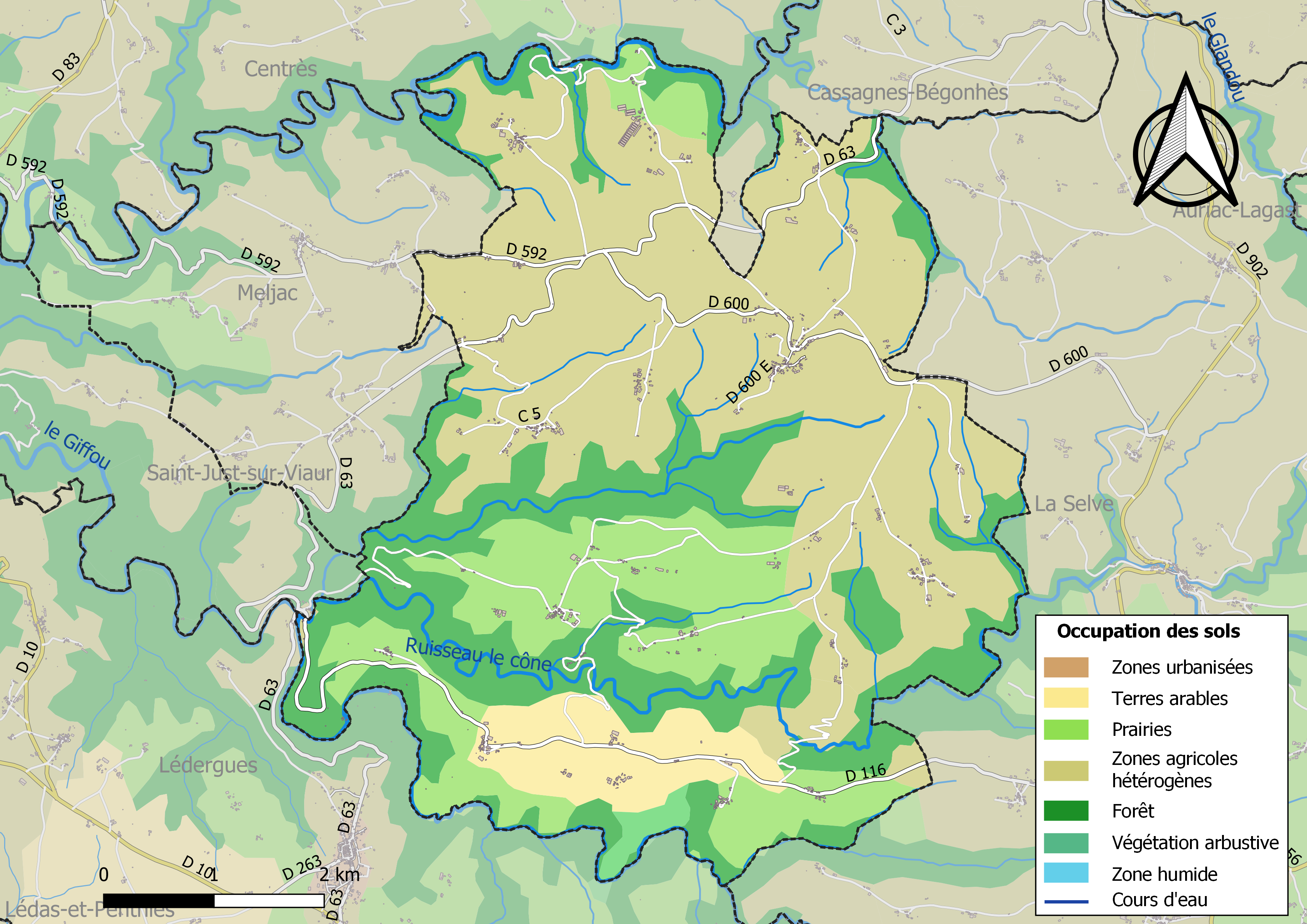
Infrastructures et occupation des sols de la commune de Rullac-Saint-Cirq.

L'occupation des sols de la commune, telle qu'elle ressort de la base de données européenne d’occupation biophysique des sols Corine Land Cover (CLC), est marquée par l'importance des territoires agricoles (72,7 % en 2018), une proportion sensiblement équivalente à celle de 1990 (72,1 %). La répartition détaillée en 2018 est la suivante : 
zones agricoles hétérogènes (48,9 %), forêts (27,3 %), prairies (17,9 %), terres arables (6 %).

### Planification
La commune, en 2017, avait engagé l'élaboration d'un plan local d'urbanisme.

### Risques naturels et technologiques
Le territoire de la commune de Rullac-Saint-Cirq est vulnérable à différents aléas naturels : inondations, climatiques (hiver exceptionnel ou canicule), feux de forêts et séisme (sismicité très faible).
Il est également exposé à un risque particulier, le risque radon,.

#### Risques naturels

Zones inondables de la commune de Rullac-Saint-Cirq.

Certaines parties du territoire communal sont susceptibles d’être affectées par le risque d’inondation par débordement du Céor. Les dernières grandes crues historiques, ayant touché plusieurs parties du département, remontent aux 3 et 4 décembre 2003 (dans le bassin du Lot, de l'Aveyron, du Viaur et du Tarn) et au 28 novembre 2014 (bassins de la Sorgues et du Dourdou). Ce risque est pris en compte dans l'aménagement du territoire de la commune par le biais du Plan de prévention du risque inondation (PPRI) Céor-Giffou, approuvé le 9 février 2016.
Le Plan départemental de protection des forêts contre les incendies découpe le département de l’Aveyron en sept « bassins de risque » et définit une sensibilité des communes à l’aléa feux de forêt (de faible à très forte). La commune est classée en sensibilité faible.
Les mouvements de terrains susceptibles de se produire sur la commune sont soit des mouvements liés au retrait-gonflement des argiles, soit des effondrements liés à des cavités souterraines. Le phénomène de retrait-gonflement des argiles est la conséquence d'un changement d'humidité des sols argileux. Les argiles sont capables de fixer l'eau disponible mais aussi de la perdre en se rétractant en cas de sécheresse. Ce phénomène peut provoquer des dégâts très importants sur les constructions (fissures, déformations des ouvertures) pouvant rendre inhabitables certains locaux. La carte de zonage de cet aléa peut être consultée sur le site de l'observatoire national des risques naturels Géorisques. Une autre carte permet de prendre connaissance des cavités souterraines localisées sur la commune,.

#### Risque particulier
Dans plusieurs parties du territoire national, le radon, accumulé dans certains logements ou autres locaux, peut constituer une source significative d’exposition de la population aux rayonnements ionisants. Toutes les communes du département sont concernées par le risque radon à un niveau plus ou moins élevé. Selon le dossier départemental des risques majeurs du département établi en 2013, la commune de Rullac-Saint-Cirq est classée à risque moyen à élevé. Un décret du 4 juin 2018 a modifié la terminologie du zonage définie dans le code de la santé publique et a été complété par un arrêté du 27 juin 2018 portant délimitation des zones à potentiel radon du territoire français. La commune est désormais en zone 3, à savoir zone à potentiel radon significatif.

## Toponymie
Le nom de la commune provient pour partie de saint Cyr, honoré dans l'ancienne église paroissiale de Saint-Cirq, désormais simple hameau, qui porte son nom, dont les formes occitanes, à partir de Cyricus, sont notamment Circ et Cirgue.

## Histoire
Sur le village de Rullac St Cirq, se trouve la plus ancienne trace de vie dans l'Aveyron. En effet une grotte découverte et explorée dans les années 1970 à parmi de découvrir des outils et objets appartenant à l'époque magadalénienne et datant de −10 000 ans. La grotte a été remblayée pour mettre fin aux fouilles illégales. Elle est actuellement difficilement accessible (site de ReyCabrot).
C'est ensuite au XIe siècle que la paroisse de Rullac est mentionnée, grâce au don de Dodon de Peyrebrune de l'église Saint Laurent à l'abbaye de Vabres. Elle fut ensuite rattachée en 1150 à la commanderie du temple de la Selve.
En 1740, Rullac devient officiellement une communauté fiscale (prémices du futur village).
En 1832, la commune est officiellement formée par le rattachement de la paroisse de Rullac et celle de St Cirq.
En 1883, la commune demande à changer de nom pour devenir Rullac-Saint-Cirq, à la place de Saint-Cirq. Les démarches prendront plus de 30 ans pour aboutir en 1912. Une erreur administrative transformera ce nom en Rulhac avant de retrouver son orthographe d'origine.
Les habitants de Rullac-Saint-Cirq sont couramment appelé les « Rullaquois ».

## Politique et administration

### Découpage territorial
La commune de Rullac-Saint-Cirq est membre de la communauté de communes du Réquistanais, un établissement public de coopération intercommunale (EPCI) à fiscalité propre créé le 20 mars 2000 dont le siège est à Réquista. Ce dernier est par ailleurs membre d'autres groupements intercommunaux.
Sur le plan administratif, elle est rattachée à l'arrondissement de Millau, au département de l'Aveyron et à la région Occitanie. Sur le plan électoral, elle dépend du  canton des Monts du Réquistanais pour l'élection des conseillers départementaux, depuis le redécoupage cantonal de 2014 entré en vigueur en 2015, et de la troisième circonscription de l'Aveyron  pour les élections législatives, depuis le dernier découpage électoral de 2010.

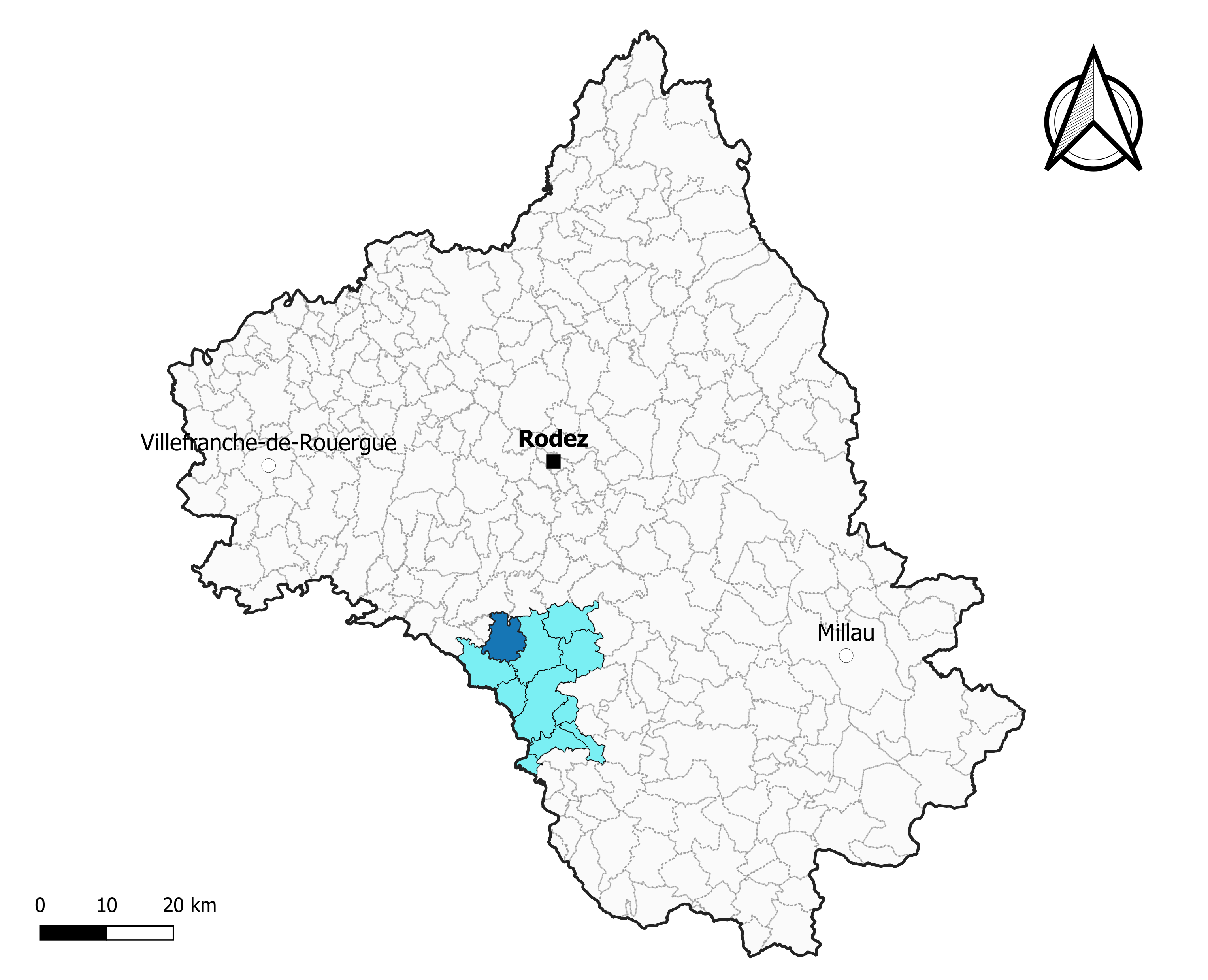
Rullac-Saint-Cirq dans l'intercommunalité en 2020.
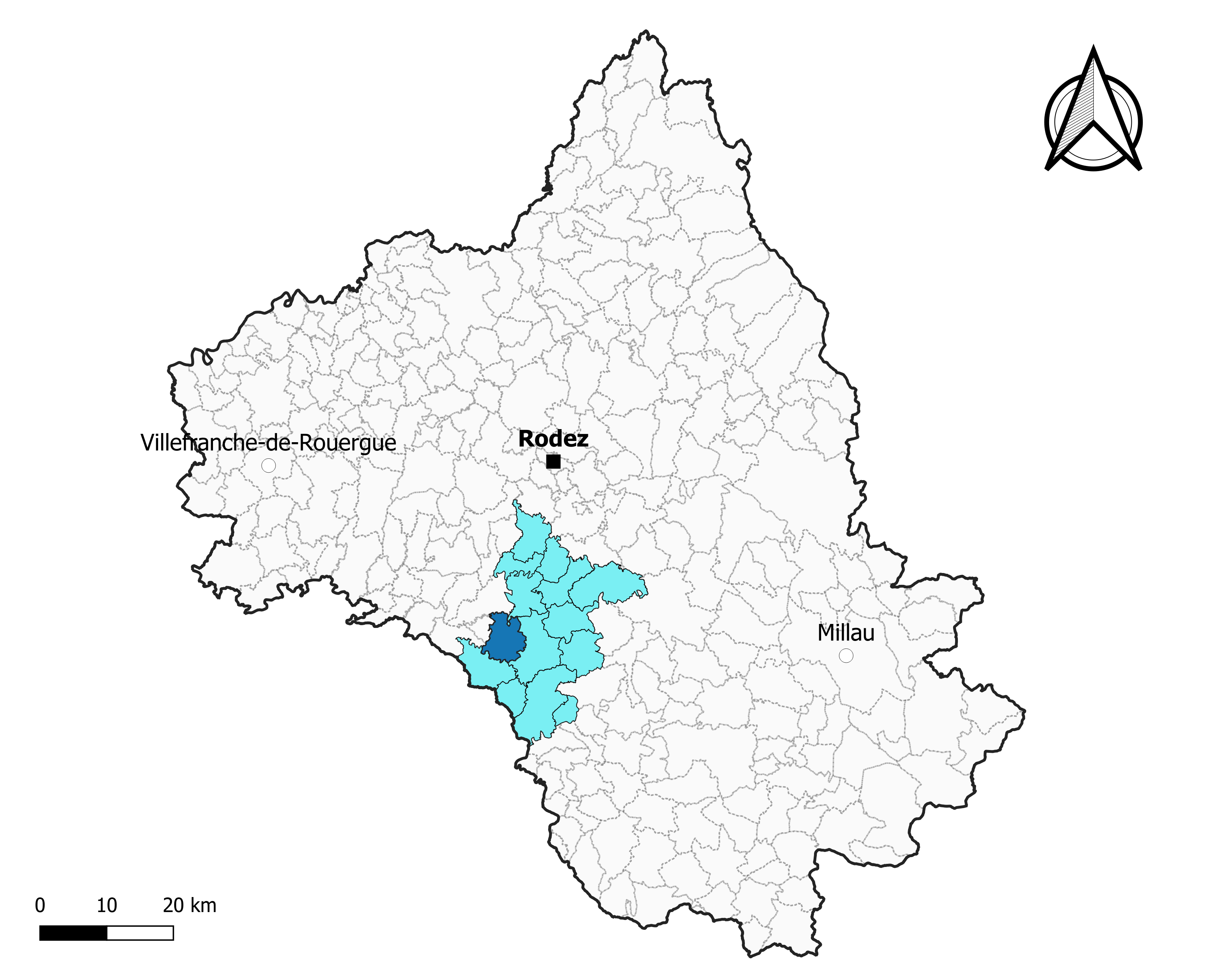
Rullac-Saint-Cirq dans le canton des Monts du Réquistanais en 2020.
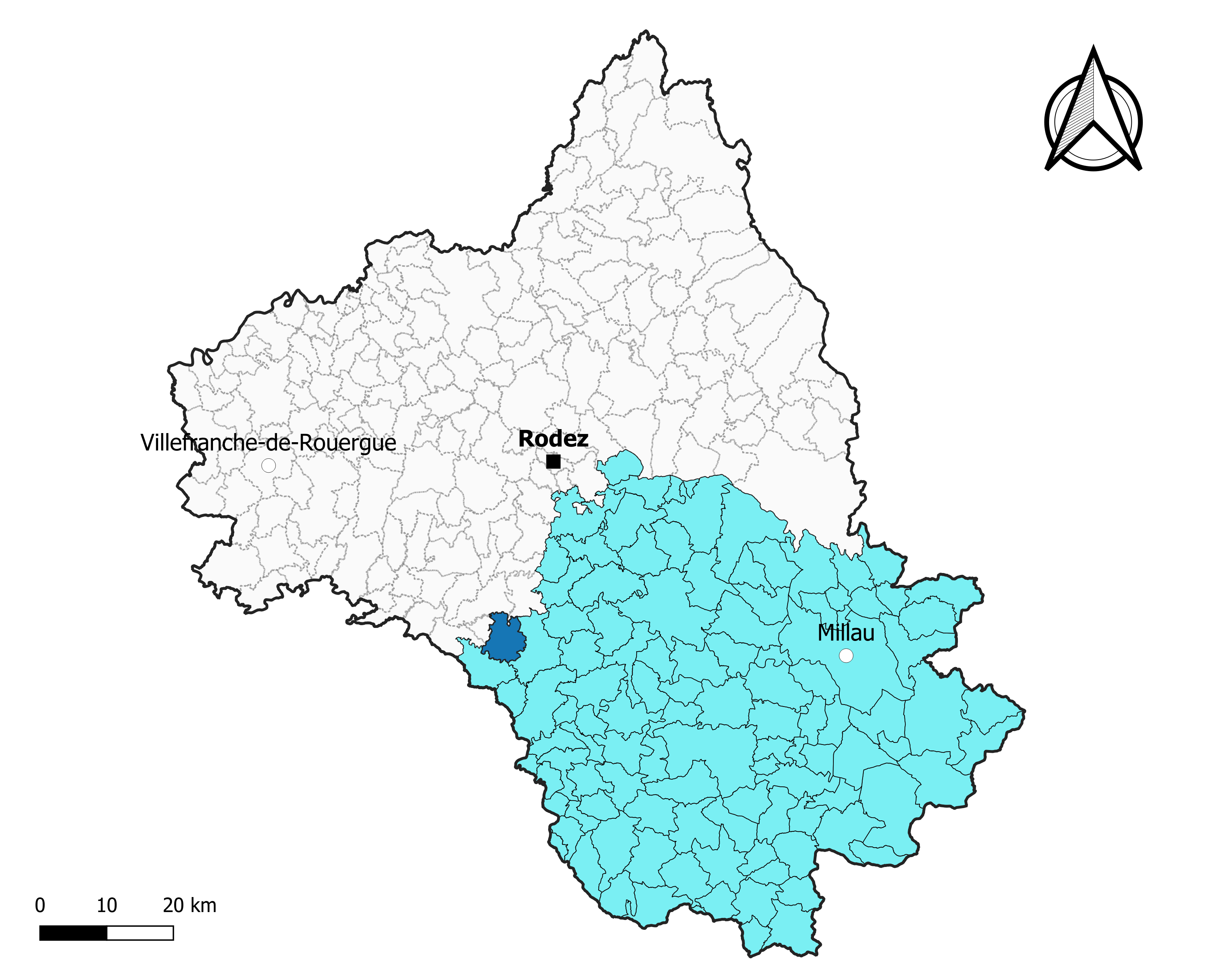
Rullac-Saint-Cirq dans l'arrondissement de Millau en 2020.

### Élections municipales et communautaires

#### Élections de 2020
Le conseil municipal de Rullac-Saint-Cirq, commune de moins de 1 000 habitants, est élu au scrutin majoritaire plurinominal à deux tours avec candidatures isolées ou groupées et possibilité de panachage. Compte tenu de la population communale, le nombre de sièges à pourvoir lors des élections municipales de 2020 est de 11. La totalité des onze candidats en lice est élue dès le premier tour, le 15 mars 2020, avec un taux de participation de 70,26 %.
Patrick Robert, maire sortant, est réélu pour un nouveau mandat le 26 mai 2020.
Dans les communes de moins de 1 000 habitants, les conseillers communautaires sont désignés parmi les conseillers municipaux élus en suivant l’ordre du tableau (maire, adjoints puis conseillers municipaux) et dans la limite du nombre de sièges attribués à la commune au sein du conseil communautaire. Deux sièges sont attribués à la commune au sein de la communauté de communes du Réquistanais.

#### Liste des maires
| Période       | Période | Identité         | Étiquette | Qualité |
| ------------- | --- | ---------------- | --------- | --- |
| 1904          | 1912 | Antoine Gintrand |           | |
| 1912          | 1913 | Jules Encontres  |           | |
| 1913          | 1914 | Auguste Gaubert  |           | |
| 1914          | 1925 | Antoine Gintrand |           | |
| 1925          | 1945 | Henri Cluzel     |           | |
| 1945          | 1947 | Sylvain Grimal   |           | |
| 1947          | 1959 | Louis Gintrand   |           | |
| 1959          | 1971 | Joseph Barbon    |           | |
| 1971          | 1989 | Raymond Grimal   |           | |
| 1989          | 2001 | Eugène Enjalbert |           | Chevalier de la Légion d'honneur                                                                                                   |
| mars 2001     | août 2023 https://www.ladepeche.fr/2023/09/01/florence-cayla-et-le-sydom-touches-par-le-deces-de-patrick-robert-11425829.php | Patrick Robert   |           | Vice-président de la CC du Réquistanais ( ? → 2023) Mort en fonction ( ? → 2023) Conseiller départemental suppléant ( 2021 → 2023) |
| novembre 2023 | En cours (au 30 novembre 2023)                                                                                               | Gilles Almeyrac  |           | Agriculteur |

## Équipements et services publics

### Enseignement
Sur la commune de Rullac-Saint-Cirq, il y a une école maternelle et primaire avec cantine[réf. nécessaire].

## Population et société

### Démographie
L'évolution du nombre d'habitants est connue à travers les recensements de la population effectués dans la commune depuis 1793. Pour les communes de moins de 10 000 habitants, une enquête de recensement portant sur toute la population est réalisée tous les cinq ans, les populations de référence des années intermédiaires étant quant à elles estimées par interpolation ou extrapolation. Pour la commune, le premier recensement exhaustif entrant dans le cadre du nouveau dispositif a été réalisé en 2005.

En 2022, la commune comptait 342 habitants, en évolution de −1,44 % par rapport à 2016 (Aveyron : +0,37 %, France hors Mayotte : +2,11 %).
| 1793 | 1800 | 1831 | 1836  | 1841 | 1846  | 1851  | 1856  | 1861 |
| ---- | ---- | ---- | ----- | ---- | ----- | ----- | ----- | ---- |
| 449  | 448  | 903  | 1 078 | 976  | 1 006 | 1 006 | 1 017 | 998  |

| 1866 | 1872  | 1876  | 1881  | 1886  | 1891 | 1896 | 1901 | 1906 |
| ---- | ----- | ----- | ----- | ----- | ---- | ---- | ---- | ---- |
| 971  | 1 012 | 1 058 | 1 012 | 1 004 | 988  | 956  | 961  | 936  |

| 1911 | 1921 | 1926 | 1931 | 1936 | 1946 | 1954 | 1962 | 1968 |
| ---- | ---- | ---- | ---- | ---- | ---- | ---- | ---- | ---- |
| 917  | 830  | 821  | 793  | 822  | 785  | 729  | 731  | 692  |

| 1975 | 1982 | 1990 | 1999 | 2005 | 2006 | 2010 | 2015 | 2020 |
| ---- | ---- | ---- | ---- | ---- | ---- | ---- | ---- | ---- |
| 556  | 519  | 508  | 407  | 369  | 366  | 382  | 348  | 346  |

| 2022 | - | - | - | - | - | - | - | - |
| ---- | - | - | - | - | - | - | - | - |
| 342  | - | - | - | - | - | - | - | - |

### Cultes
On trouve trois paroisses catholiques sur la commune de Rullac-Saint-Cirq : Rullac, Saint-Cirq et La Serre[réf. nécessaire].
- Église Saint-Laurent de Rullac.
- Église Saint-Cyrise de Saint-Cirq.
- Chapelle de la Serre (appartenant à l'association St Michel) .

## Économie

### Revenus
En 2018, (données Insee publiées en septembre 2021), la commune compte 147 ménages fiscaux, regroupant 326 personnes. La médiane du revenu disponible par unité de consommation est de 19 090 € (20 640 € dans le département).

### Emploi
|                | 2008  | 2013  | 2018  |
| -------------- | ----- | ----- | ----- |
| Commune        | 4 %   | 3,4 % | 6,6 % |
| Département    | 5,4 % | 7,1 % | 7,1 % |
| France entière | 8,3 % | 10 %  | 10 %  |

En 2018, la population âgée de 15 à 64 ans s'élève à 182 personnes, parmi lesquelles on compte 77,6 % d'actifs (71 % ayant un emploi et 6,6 % de chômeurs) et 22,4 % d'inactifs,. Depuis 2008, le taux de chômage communal (au sens du recensement) des 15-64 ans est inférieur à celui de la France et du département.
La commune est hors attraction des villes,. Elle compte 84 emplois en 2018, contre 93 en 2013 et 87 en 2008. Le nombre d'actifs ayant un emploi résidant dans la commune est de 136, soit un indicateur de concentration d'emploi de 61,7 % et un taux d'activité parmi les 15 ans ou plus de 51,2 %.
Sur ces 136 actifs de 15 ans ou plus ayant un emploi, 67 travaillent dans la commune, soit 49 % des habitants. Pour se rendre au travail, 62,5 % des habitants utilisent un véhicule personnel ou de fonction à quatre roues, 1,5 % les transports en commun, 25,7 % s'y rendent en deux-roues, à vélo ou à pied et 10,3 % n'ont pas besoin de transport (travail au domicile).

### Activités hors agriculture

#### Secteurs d'activités
37 établissements sont implantés  à Rullac-Saint-Cirq au 31 décembre 2019. Le tableau ci-dessous en détaille le nombre par secteur d'activité et compare les ratios avec ceux du département,.
| Secteur d'activité                                                                                        | Commune | Commune | Département |
| Secteur d'activité                                                                                        | Nombre  | %       | %           |
| --- | ------- | ------- | ----------- |
| Ensemble                                                                                                  | 37      |         |             |
| Industrie manufacturière, industries extractives et autres                                                | 25      | 67,6 %  | (17,7 %)    |
| Construction                                                                                              | 2       | 5,4 %   | (13 %)      |
| Commerce de gros et de détail, transports, hébergement et restauration                                    | 7       | 18,9 %  | (27,5 %)    |
| Activités immobilières                                                                                    | 1       | 2,7 %   | (4,2 %)     |
| Activités spécialisées, scientifiques et techniques et activités de services administratifs et de soutien | 1       | 2,7 %   | (12,4 %)    |
| Autres activités de services                                                                              | 1       | 2,7 %   | (7,8 %)     |

Le secteur de l'industrie manufacturière, des industries extractives et autres est prépondérant sur la commune puisqu'il représente 67,6 % du nombre total d'établissements de la commune (25 sur les 37 entreprises implantées  à Rullac-Saint-Cirq), contre 17,7 % au niveau départemental.

#### Entreprises
Les deux entreprises ayant leur siège social sur le territoire communal qui génèrent le plus de chiffre d'affaires en 2020 sont : 
- Grimal, commerce de gros (commerce interentreprises) d'animaux vivants (12 241 k€)
- L & C Diffusion, autres intermédiaires du commerce en produits divers (54 k€)

### Agriculture
La commune est dans le Ségala, une petite région agricole occupant l'ouest du département de l'Aveyron. En 2020, l'orientation technico-économique de l'agriculture  sur la commune est l'élevage d'ovins ou de caprins.
|               | 1988  | 2000  | 2010  | 2020  |
| ------------- | ----- | ----- | ----- | ----- |
| Exploitations | 80    | 59    | 45    | 37    |
| SAU (ha)      | 2 173 | 2 435 | 2 062 | 2 133 |

Le nombre d'exploitations agricoles en activité et ayant leur siège dans la commune est passé de 80 lors du recensement agricole de 1988  à 59 en 2000 puis à 45 en 2010 et enfin à 37 en 2020, soit une baisse de 54 % en 32 ans. Le même mouvement est observé à l'échelle du département qui a perdu pendant cette période 51 % de ses exploitations,. La surface agricole utilisée sur la commune a également diminué, passant de 2 173 ha en 1988 à 2 133 ha en 2020. Parallèlement la surface agricole utilisée moyenne par exploitation a augmenté, passant de 27 à 58 ha.

## Culture locale et patrimoine

### Lieux et monuments
- Le site d'escalade et de pleine nature de Reycabrot 
  - Le site d'escalade et de pleine nature est situé sur le lieu dit de Trescos près des rives du Cône et des anciennes carrières de Reycabrot. Ce site a pu se développer à l'initiative de l'association « Sport et nature de la vallée du Cone » créée le 13 avril 1992.
  - Le site d'escalade : plus de 25 voies sont ouvertes (3 à 7b) pour les grimpeurs débutants ou confirmés. Elles ont été équipées bien après l’arrêt de l’exploitation des carrières de Reycabrot.
  - L'aire de pique-nique : une aire de pique-nique et des sanitaires ont été aménagés grâce à des bénévoles. Ils se retrouvent chaque année le dimanche précédent le 14 juillet pour la fête de l'escalade autour d’un menu aveyronnais.
  - Grotte de Reycabrot : site préhistorique[57],[58].
- Le Parc d'aventures[59].

## Pour approfondir